# High School Musical
High School Musical je (2006.) američki televizijski film, prvi film u High School Musical sagi. Nakon premijere 20. siječnja 2006, postao je najuspješniji film koji je Disney Channel Original Movie (DCOM) ikad proizveo, s televizijskim nastvkom High School Musical 2 koji je objavljen 2007. u kinima i High School Musical 3: Maturanti objavljen u jesen 2008. godine. Film je dobio mnogo nagrade uključujući Emmyjeza najbolji program za djecu, izvanrednu scenografiju, casting, režiju, glazbu i stihove. Glazba iz High Scholo Musical-a je bila najprodavanija u SAD-u 2006.

## Radnja
Tijekom zimovanja Troy (Zac Efron) i Gabriella (Vanessa Hudgens) pjevaju zajedno karaoke na Novu godinu (Start Of Something New), te se čini da jedan drugog privlači, i razmijene broj mobitela.
Počelo je novo polugodište, te se otkriva da je Troy kapetan školske košarkaške momčadi, a Gabriella se preseljava u Troyevu školu. Troy na nastavi skuži njemu neku poznatu curu te nazove Gabriellu na mobitel. Iako oboje zarade kaznu, Troy i Gabriella počnu razgovarati kako im je bilo na praznicima te jedan drugome predlažu da se prijave na školski mjuzikl. Kad Sharpay (Ashley Tisdale) vidi da će joj Gabriella možda biti konkurencija na audiciji, sa svojim bratom blizancem Ryanom (Lucas Grabeel) podmeće Taylor, desetobojki znanja (Monique Coleman), informacije o Gabriellinu uspjehu u bivšim školama kako bi Gabriellu uzeli u svoju ekipu za Desetoboj.
Na košarkaškim treninzima Troy se više ne može koncetrirati na treninge, nego stalno misli o Gabrelli i audiciji (Get'cha Head in the Game).
Na audiciji za mjuzikl Troy propusti trening te se zajedno s Gabriellom skrije gdje prate audiciju. Kada na red dolaze Sharpay i Ryan (What I've Been Looking For), njih dvoje vide da su Sharpay i Ryan vrlo dobri te su oboje presramežljivi za audiciju. Nakon što završe i nakon što gđa Darbus (Alyson Reed) više puta pita dali netko je došao na audiciju u zadnji čas, Gabriella se, a sekundu kasnije Troy jave za audciju, no gđa Darbus im kaže da je prekasno. No, kad Kelsi (Olesya Rulin) pijanistici i skladateljici mjuzikla ispadnu note, njih dvoje joj pomaže skupljati papire. Nakon što im pokaže kako bi trebala izgledati izvorna verzija pjesme, Troy i Gabrella počnu pjevati pjesmu (What I've Been Looking For (Reprise)). Tek što su završili pjevati, gđa Darbus im kaže da dođu na drugi krug audicije.
Svi su učenici East High-a šokirani te učenici počinju otkrivati svoje strasti (Stick To The Status Quo). Zgroženi i Troyevi, i Gabrellini kolege smisle plan ako da razdvoje Troya i Gabrellu. Pokazavši Gabrielli snimku u kojoj Troy govori kako mu Gabrella ništa ne znači, ne samo da su ih razdvojili, nego se Gabrella tako naljutila na Troya da nije htjela razgovariti s njim, te je htjela zaboraviti audiciju (When There Was Me And You). Vidjevši što su učinili, Chad (Corbin Bleu), Troyev prijatelj i Taylor odluče reći Troyu i Gabrelli istinu. Chad i ostali iz tima kažu Troyu da ga podržavaju u tome što on želi pjevati, čak i da je najgori pjevač na svijetu. Nakon toga Troy odlazi kod Gabrielle kući i kaže joj da će pjevati na audiciji.
Skuživši da je audicija samo dan ranije nego Desetoboj i košarkaška utakmica, Sharpay uvjeri gđu Darbus da pomakne audiciju. Čuvši to Kelsi kaže to Troyu, Gabrellu, Chadu, Taylor i ostalima.
Na dan utakmice i Desetoboja, samo pet minuta nakon početka, Taylor kompjuterom isključi struju u dvorani te baci nekakav napitak po sobu Desetoboja kako bi Troy i Gabrella stigli na audiciju. nakon što Sharpay i Ryan otpjevaju svoju pjesmu (Bop To The Top), Troy i Gabriella malo zakasne, ali uspiju otpjevati svoju pjesmu (Breaking Free). Gđa Darbus daje Troyu i Gabrielli glavnu ulogu u mjuziklu što naljuti Sharpay i Ryan. Film završava slavljem udvorani svih učenika East High-a (We're All In This Together).

## Pjesme
| Pjesma                                 | Uglavnom pjeva                           | Ostali pjevači                           | Scena                                            |
| -------------------------------------- | ---------------------------------------- | ---------------------------------------- | ------------------------------------------------ |
| "Start Of Something New"               | Troy and Gabriella                       | None                                     | Prostorija za zabavu Nove godine                 |
| "Get'cha Head in the Game"             | Troy                                     | Basketball Players                       | East High dvorana                                |
| "What I've Been Looking For"           | Ryan and Sharpay                         | None                                     | East High kazališna dvorana                      |
| "What I've Been Looking For (Reprise)" | Troy and Gabriella                       | None                                     | East High kazališna dvorana                      |
| "Stick To The Status Quo"              | Zeke, Martha, Skater Dude, Sharpay, Ryan | Jocks, Brainiacs, Skater Dudes, Wildcats | East High kantina                                |
| "When There Was Me And You"            | Gabriella                                | None                                     | East High kemijski laboratorij, hodnik i kantina |
| "Bop To The Top"                       | Ryan and Sharpay                         | None                                     | East High kazališna dvorana                      |
| "Breaking Free"                        | Troy and Gabriella                       | None                                     | East High kazališna dvorana                      |
| "We're All In This Together"           | Troy, Gabriella, Ryan, Sharpay           | Wildcats                                 | East High dvorana                                |

## Nagrade

### Dobivene
- 2006.: Billboard Music Award za „Soundtrack-Album godine“
- 2006.: Emmy za „najbolji dječji program“
- 2006.: Emmy za „najbolju koreografiju“
- 2006.: Teen Choice Award za „Television – Choice Breakout Star“ (Zac Efron)
- 2006.: Teen Choice Award za „Television – Choice Chemistry“ (Zac Efron & Vanessa Anne Hudgens)
- 2006.: Teen Choice Award za „Television – Choice Comedy/Musical Show“
- 2006.: Television Critics Association Award za „Outstanding Achievement in Children’s Programming“
- 2007.: Jetix Award za „Najbolji DVD“ (High School Musical 2 - Extended Edition)

### Nominacije
- 2006.: American Music Award za „Najbolji Pop album“
- 2006.: Billboard Music Award za „Album godine“
- 2006.: Emmy za „Karsting za film, specijalnu- ili Miniseriju
- 2006.: Emmy za „Muzičku ili komičnu emisiju“
- 2006.: Emmy za „najbolju muziku i tekst“ (Get’cha Head in the Game)
- 2006.: Emmy za „Najbolju muziku i tekst“ (Breaking Free)
- 2006.: Satellite Award za „Najbolji film
- 2006.: Teen Choice Award za „Television – Choice Breakout Star“ (Vanessa Anne Hudgens)
- 2007.: Jetix Award „Najbolji pjevač“ (Zac Efron)

## Vanjske poveznice
- Službena stranica  Arhivirana inačica izvorne stranice od 11. lipnja 2017. (Wayback Machine)
- Službena stranica  Arhivirana inačica izvorne stranice od 5. ožujka 2010. (Wayback Machine) (engleski)
- Glazba iz filma